# Lamprosema heliaula
Lamprosema heliaula là một loài bướm đêm trong họ Crambidae.